# Santa Maria, Kalifornien
Santa Maria är en stad (city) i Santa Barbara County, i delstaten Kalifornien, USA. Enligt United States Census Bureau har staden en folkmängd på 100 277 invånare (2011) och en landarea på 58,9 km².